# Marcus Porcius Cato (Suffektkonsul)
Marcus Porcius Cato war ein römischer Politiker und Senator des 1. Jahrhunderts n. Chr.
Cato war ein Angehöriger der gens Porcia und wahrscheinlich ein Nachkomme des berühmten Verfechters des republikanischen Staates Marcus Porcius Cato der Jüngere, des erbitterten Gegners Gaius Iulius Caesars, der 46 v. Chr. in Utica Selbstmord beging.
Im Jahr 28 war Marcus Porcius Cato Prätor und beteiligte sich im darauf folgenden Jahr am Komplott, das Lucius Aelius Seianus gegen den römischen Ritter Titius Sabinus, einen ihm verhassten Anhänger des Germanicus, angestiftet hatte. Beteiligt an dem Komplott waren neben Cato auch die Prätoren Lucius Lucanius Latiaris, Petillius Rufus und Marcus Opsius. Sabinus wurde daraufhin auf Befehl des Tiberius hingerichtet. Die Verschwörer hatten Sabinus zu unvorsichtigen Äußerungen über Tiberius verleitet und ihn daraufhin  angezeigt, um sich beim Kaiser einzuschmeicheln und dafür mit dem Konsulat belohnt zu werden. Während Lucanius und Opsius ihr Ziel nicht erreichten, sondern als Anhänger Seians hingerichtet wurden, wurde Cato für den letzten Teil des Jahres 36 Suffektkonsul. Er erlangte 38 für einen Monat noch das Amt eines curator aquarum. Aus den Worten von Tacitus lässt sich schließen, dass Cato für seine begangene Tat bestraft wurde.